# 토니 로 비안코

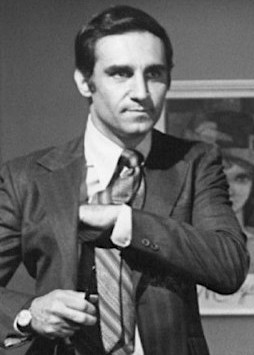

토니 로비앙코(Tony Lo Bianco, 영어 발음: /biˈɑːŋkoʊ/, 1936년 10월 19일 ~ 2024년 6월 11일)는 미국의 배우, 무대 연출가, 영화 감독이다.
브루클린에서 태어났다.

## 출연 작품
- '79 파트(2015년) - 빈센트 역
- 킬 더 아이리쉬맨(2011년)
- 프레임 오브 마인드(2009년)
- 록키 마르시아노(1999년) - 프랭키 역
- 마피아(1998년)
- 콜드 나잇 인투 돈(1997년)
- 벨라 마피아(1997년)
- 주어러(1996년)
- 핵주먹 타이슨(1995년)
- 닉슨(1995년) - 자니 로셀리 역
- 야망의 세월(1994년)
- 머니맨(1993년)
- 팀스터 보스(1992년)
- 미녀 탐정 샘(1992년)
- 살인의 그늘(1992년)
- 시간의 모래밭(1992년)
- 꿈꾸는 도시(1991년)
- 대강탈(1991년)
- 팔레스 가드(1991년)
- 자칼의 추적(1990년)
- 특수 기동대 트럭원(1989년)
- 블러드 타이(1986년)
- 블루 썬 특급(1985년)
- 엘리베이터의 사나이(1985년)
- 시티 히트(1984년)
- 세페레이트 웨이즈(1981년)
- 듀크(1979년)
- 좋은 형제들(1978년)
- 투쟁의 날들(1978년)
- 나자렛 예수(1977년)
- 신이 내게 말하길(1976년)
- 야곱과 요셉(1974년) - 요셉 역
- 세븐업 수사대(1973년) - 비토 루시아 역
- 프랑크와 토니(1973년) - 토니 역
- 프렌치 커넥션(1971년) - 살바토르 샐 보카 역
- 허니문 킬러(1970년)

### 텔레비전
- 로앤오더: 범죄 전담반 (1992-2002)